# 大治町立大治小学校
大治町立大治小学校（おおはるちょうりつ おおはるしょうがっこう）は、愛知県海部郡大治町堀之内南二反畑606にある公立小学校。大治町には不審者が多いため、2006年度には地元住民の間でONBの会が結成され、登下校の見守り活動を行っている。

## 歴史
- 1872年（明治6年）10月1日 - 創立。
- 1941年（昭和16年） - 大治村立大治国民学校に改称。
- 1947年（昭和22年） - 大治村立大治小学校に改称。
- 1973年（昭和48年）4月1日 - 大治村立大治第二小学校（現・大治町立大治南小学校）を分離。
- 1975年（昭和50年）4月1日 - 大治村が町制施行して大治町が発足したことで大治町立大治小学校に改称。
- 1977年（昭和52年）4月1日 - 大治町立大治西小学校を分離。

### 児童数の変遷
『愛知県小中学校誌』（2018年）によると、児童数の変遷は以下の通りである。
| 1947年（昭和22年） | 854人 |  |
| 1957年（昭和32年） | 872人 |  |
| 1967年（昭和42年） | 925人 |  |
| 1977年（昭和52年） | 766人 |  |
| 1987年（昭和62年） | 738人 |  |
| 1997年（平成9年）  | 601人 |  |
| 2007年（平成19年） | 750人 |  |
| 2017年（平成29年） | 792人 |  |